# Попис становништва 2011. у Србији
Попис становништва, домаћинстава и станова 2011. у Републици Србији је први попис у Републици Србији од када је поново самостална држава. Требало је да буде одржан 1—15. априла 2011. године, али је због недостатка средстава померен и одржан 1-15. октобра. Пописивање је накнадно продужено до 18. октобра, а у Београду, Крагујевцу, Нишу, Новом Саду, Пожаревцу и другим градовима/општинама где је било потребно до 27. октобра.

## Спровођење и ток пописа
Спровођење пописа становништва, домаћинстава и станова подељено је у шест фаза:
1. Припреме за спровођење пописа;
2. Пописивање;
3. Обрада података;
4. Формирање базе података;
5. Дисеминација података, и
6. Анализа резултата пописа.

Бошњачко национално вијеће непризнато од стране Републике Србије, а чији је председник био муфтија Муамер Зукорлић, позвало је Бошњаке на бојкот пописа јер је супротно Уставу Републике Србије пописница написана само ћириличним писмом и на српском језику. Позив на бојкот је био неуспешан и било је само појединачних случајева бојкота.
Из истог разлога и због непописивања лица која дуже од једне године бораве у иностранству Национално веће Албанаца је такође позвало Албанце на бојкот пописа који је био масован у општинама Бујановац и Прешево и у мањој мери у Медвеђи (ова општина има српску етничку већину). Процењује се да има око 34.000 Албанаца који су бојкотовали попис у овом подручју.

## Књиге Пописа
- Књига 1 - Национална припадност
- Књига 2 - Старост и пол
- Књига 3 - Школска спрема, писменост и компјутерска писменост
- Књига 4 - Вероисповест и матерњи језик и национална припадност
- Књига 5 - Брачни статус
- Књига 6 - Фертилитет женског становништва
- Књига 7 - Економска активност
- Књига 8 - Особе с инвалидитетом
- Књига 9 - Миграције
- Књига 10 - Запослени, према занимању
- Књига 11 - Делатност
- Књига 12 - Извори средстава за живот
- Књига 13 - Домаћинства према броју чланова
- Књига 14 - Дневни мигранти
- Књига 15 - Домаћинства - основне карактеристике
- Књига 16 - Породице
- Књига 17 - Основне карактеристике породица
- Књига 18 - Основни скупови становништва
- Књига 19 - Запослени, према месту рада, радном статусу, школској спреми и средству путовања на посао
- Књига 20 - Упоредни преглед броја становника 1948, 1953, 1961, 1971, 1981, 1991, 2002 и 2011.
- Књига 21 - Упоредни преглед броја домаћинстава и станова 1948, 1953, 1961, 1971, 1981, 1991, 2002 и 2011.
- Књига 22 - Број и површина стамбених јединица
- Књига 23 - Просторије у становима
- Књига 24 - Инсталације у становима
- Књига 25 - Својина и основ коришћења станова
- Књига 26 - Домаћинства и лица у становима
- Књига 27 - Станови у зградама
- Књига 28 - Резултати контроле обухвата
- Књига 29 - Резултати контроле квалитета одговора
- Књига 30 - Станови према врсти енергената за грејање
  - Извор:[3]

## Резултати
У складу с чланом 33 Закона о попису становништва, домаћинстава и станова („Службени гласник РС“, бр. 104/09 и 24/11), Републички завод за статистику објавио је прелиминарне податке Пописа становништва, домаћинстава и станова у Републици Србији 2011. године
Први резултати Пописа подложни су променама током статистичке обраде података, а коначни резултати Пописа биће публиковани сукцесивно, након завршетка обраде података, и то од половине 2012. до краја 2013. године.
Први резултати Пописа објављени су према административно-територијалној подели Републике Србије важећој на дан 1.7.2011. године, а у складу са Уредбом о номенклатури статистичких територијалних јединица („Службени гласник РС“, бр. 109/09 и 46/10). Публикација садржи основне методолошке напомене и податке о укупном броју пописаних лица, укупном броју становника, броју лица у иностранству (на раду/боравку/студијама), броју домаћинстава (без колективних) и броју станова (без колективних).
15.11.2011. Републички завод за статистику је објавио прелиминарне податке Пописа становништва, домаћинстава и станова у Републици Србији 2011. године.
На овом попису су урачуната и интерно расељена лица са Косова и Метохије у стално становништво.
| Територија                | Укупно пописаних | Број становника 2011. | Број становника 2002. | Разлика  | Лица у иностранству | Број домаћинстава | Број станова |
| ------------------------- | ---------------- | --------------------- | --------------------- | -------- | ------------------- | ----------------- | ------------ |
| Република Србија          | 7.565.761        | 7.120.666             | 7.498.001             | -377.335 | 294.045             | 2.497187          | 3.243.587    |
| Београдски регион         | 1.731.425        | 1.639.121             | 1.576.124             | 62.997   | 41.719              | 60.4134           | 739.630      |
| Војводина                 | 1.995.679        | 1.916.889             | 2.031.992             | -115.103 | 46.031              | 697.437           | 852.229      |
| Шумадија и западна Србија | 2.149.327        | 2.013.388             | 2.136.881             | -123.493 | 98.274              | 665.878           | 902.997      |
| Источна и јужна Србија    | 1.689.330        | 1.551.268             | 1.753.004             | -201.736 | 108.021             | 529.738           | 748.731      |
| Косово и Метохија         |                  |                       |                       |          |                     |                   |              |

### Национална припадност
Према националној припадности, као Срби изјаснило се 83,3% особа, а још 20 етничких заједница имало је по више од 2.000 припадника. Примећен је веома велики раст броја особа које су се изјасниле по регионалној припадности, као и оних који се нису изјаснили. Осим тога, забележен је велики пораст броја особа изјашњених као Горанци и Роми. Највећи пад броја припадника био је међу Југословенима и Црногорцима:
| Националност           | Број      | Удео   | Промена 2002–2011. |
| ---------------------- | --------- | ------ | ------------------ |
| Срби                   | 5.988.093 | 83,32% | -3,62%             |
| Мађари                 | 253.899   | 3,53%  | -13,43%            |
| Роми                   | 147.604   | 2,05%  | +36,43%            |
| Бошњаци                | 145.278   | 2,02%  | +6,75%             |
| Хрвати                 | 57.900    | 0,81%  | -17,99%            |
| Словаци                | 52.750    | 0,73%  | -10,63%            |
| Црногорци              | 38.527    | 0,54%  | -44,2%             |
| Власи                  | 35.330    | 0,49%  | -11,79%            |
| Румуни                 | 29.332    | 0,41%  | -15,17%            |
| Југословени            | 23.303    | 0,32%  | -71,13%            |
| Македонци              | 22.755    | 0,32%  | -11,96%            |
| Муслимани              | 22.301    | 0,31%  | +14,35%            |
| Бугари                 | 18.543    | 0,26%  | -9,53%             |
| Буњевци                | 16.706    | 0,23%  | -16,52%            |
| Русини                 | 14.246    | 0,20%  | -10,43%            |
| Горанци                | 7.767     | 0,11%  | +69,58%            |
| Албанци1               | 5.809     | 0,08%  | /                  |
| Украјинци              | 4.903     | 0,07%  | -8,42%             |
| Немци                  | 4.064     | 0,06%  | +4,18%             |
| Словенци               | 4.033     | 0,06%  | /                  |
| Остали*                | 17.558    | 0,24%  | +26,12%            |
| Регионална припадност* | 30.771    | 0,43%  | +167,92%           |
| Неизјашњени            | 160.346   | 2,23%  | +48,84%            |
| Непознато*             | 81.740    | 1,14%  | +8,29%             |
| Укупно                 | 7.186.862 | 100%   | -4,15%             |

Напомене:

1 - непотпун обухват

* - у категорију Остали сврстане су етничке заједнице које имају по мање од две хиљаде припадника (Ашкалије, Цинцари, Чеси, Италијани и др), као и особе које су се двојако изјасниле (Србин-Македонац, Мађар-Југословен, Црногорац-Србин и др)

* - у категорију Регионална припадност сврстане су особе које су се изјасниле по локалној припадности (нпр. Шумадинци, Војвођани, Врањанци, Ужичани, итд)

* - у категорију Непознато сврстане су особе за које није уписан одговор на питање о националној припадности, или је уписан нечитак одговор, или је уписан одговор који „не представља изјашњавање о националној припадности“ (нпр. Џедај, Ванземаљац, Црвена звезда, Земљанин, Космополит, итд)
Извор: Републички завод за статистику – Национална припадност Архивирано на веб-сајту  (19. новембар 2015), 29.11.2012.

### Старосна пирамида
Од укупног броја становника у Србији било је 3.499.176 (48,69%) мушкараца и 3.687.686 (51,31%) жена, што представља однос мушкараца и жена 949:1000. Просечна старост становништва била је 42,2 година, мушкараца 40,9 година, а жена 43,5 година. Удео особа старијих од 18 година је 82,4% (5.923.734), код мушкараца 81,4% (2.849.124), а код жена 83,4% (3.074.610).
| \| Укупна старосна пирамида у Србији по Попису становништва 2011. \| Укупна старосна пирамида у Србији по Попису становништва 2011. \| Укупна старосна пирамида у Србији по Попису становништва 2011. \| Укупна старосна пирамида у Србији по Попису становништва 2011. \| Укупна старосна пирамида у Србији по Попису становништва 2011. \| \| -------------------------------------------------------------- \| -------------------------------------------------------------- \| -------------------------------------------------------------- \| -------------------------------------------------------------- \| -------------------------------------------------------------- \| \| \| укупно \| \| \| \| \| >85 \| 81.550 \| \| \| 0 \| \| 80—84 \| 176.568 \| \| \| 0 \| \| 75—79 \| 298.612 \| \| \| 0 \| \| 70—74 \| 354.142 \| \| \| 0 \| \| 65—69 \| 339.444 \| \| \| 0 \| \| 60—64 \| 528.414 \| \| \| 0 \| \| 55—59 \| 596.279 \| \| \| 0 \| \| 50—54 \| 520.344 \| \| \| 0 \| \| 45—49 \| 483.986 \| \| \| 0 \| \| 40—44 \| 469.928 \| \| \| 0 \| \| 35—39 \| 493.934 \| \| \| 0 \| \| 30—34 \| 496.362 \| \| \| 0 \| \| 25—29 \| 480.286 \| \| \| 0 \| \| 20—24 \| 439.741 \| \| \| 0 \| \| 15—19 \| 401.994 \| \| \| 0 \| \| 10—14 \| 346.869 \| \| \| 0 \| \| 5—9 \| 350.154 \| \| \| 0 \| \| 0—4 \| 328.255 \| \| \| 0 \| \| Просек : \| 42,2 \| \| \| 0 \| |         |  |  |   |
| Укупна старосна пирамида у Србији по Попису становништва 2011. |         |  |  |   |
| | укупно  |  |  |   |
| >85 | 81.550  |  |  | 0 |
| 80—84 | 176.568 |  |  | 0 |
| 75—79 | 298.612 |  |  | 0 |
| 70—74 | 354.142 |  |  | 0 |
| 65—69 | 339.444 |  |  | 0 |
| 60—64 | 528.414 |  |  | 0 |
| 55—59 | 596.279 |  |  | 0 |
| 50—54 | 520.344 |  |  | 0 |
| 45—49 | 483.986 |  |  | 0 |
| 40—44 | 469.928 |  |  | 0 |
| 35—39 | 493.934 |  |  | 0 |
| 30—34 | 496.362 |  |  | 0 |
| 25—29 | 480.286 |  |  | 0 |
| 20—24 | 439.741 |  |  | 0 |
| 15—19 | 401.994 |  |  | 0 |
| 10—14 | 346.869 |  |  | 0 |
| 5—9 | 350.154 |  |  | 0 |
| 0—4 | 328.255 |  |  | 0 |
| Просек : | 42,2    |  |  | 0 |

| \| \| мушкарци \| \| \| жене \| \| >85 \| 27.667 \| \| \| 53.883 \| \| 80—84 \| 67.814 \| \| \| 108.754 \| \| 75—79 \| 122.964 \| \| \| 175.648 \| \| 70—74 \| 153.847 \| \| \| 200.295 \| \| 65—69 \| 154.775 \| \| \| 184.669 \| \| 60—64 \| 249.785 \| \| \| 278.629 \| \| 55—59 \| 289.566 \| \| \| 306.713 \| \| 50—54 \| 254.508 \| \| \| 265.836 \| \| 45—49 \| 238.502 \| \| \| 245.484 \| \| 40—44 \| 234.274 \| \| \| 235.654 \| \| 35—39 \| 248.554 \| \| \| 245.380 \| \| 30—34 \| 252.502 \| \| \| 243.860 \| \| 25—29 \| 244.911 \| \| \| 235.375 \| \| 20—24 \| 225.231 \| \| \| 214.510 \| \| 15—19 \| 206.968 \| \| \| 195.026 \| \| 10—14 \| 178.419 \| \| \| 168.450 \| \| 5—9 \| 179.721 \| \| \| 170.433 \| \| 0—4 \| 169.168 \| \| \| 159.087 \| \| Просек : \| 40,9 \| \| \| 43,5 \| |          |  |  |         |
| |          |  |  |         |
| | мушкарци |  |  | жене    |
| >85 | 27.667   |  |  | 53.883  |
| 80—84 | 67.814   |  |  | 108.754 |
| 75—79 | 122.964  |  |  | 175.648 |
| 70—74 | 153.847  |  |  | 200.295 |
| 65—69 | 154.775  |  |  | 184.669 |
| 60—64 | 249.785  |  |  | 278.629 |
| 55—59 | 289.566  |  |  | 306.713 |
| 50—54 | 254.508  |  |  | 265.836 |
| 45—49 | 238.502  |  |  | 245.484 |
| 40—44 | 234.274  |  |  | 235.654 |
| 35—39 | 248.554  |  |  | 245.380 |
| 30—34 | 252.502  |  |  | 243.860 |
| 25—29 | 244.911  |  |  | 235.375 |
| 20—24 | 225.231  |  |  | 214.510 |
| 15—19 | 206.968  |  |  | 195.026 |
| 10—14 | 178.419  |  |  | 168.450 |
| 5—9 | 179.721  |  |  | 170.433 |
| 0—4 | 169.168  |  |  | 159.087 |
| Просек : | 40,9     |  |  | 43,5    |